# Georges Heylens
Georges Heylens (Etterbeek, 8 augustus 1941) is een Belgisch voormalig voetballer en voetbaltrainer. Als speler was hij actief op de positie van rechtervleugelverdediger, van 1960 tot 1973. Hij speelde zijn gehele carrière voor RSC Anderlecht en won zeven landstitels.

## Biografie
Georges Heylens begon bij de jeugd van RSC Anderlecht als middenvelder/aanvaller. Op een gegeven moment wilde zijn jeugdtrainer hem uitproberen als verdediger. Heylens verdedigde niet alleen goed, hij scoorde ook 3 keer in zijn eerste wedstrijd als rechtsback. Heylens was voortaan dus een verdediger met aanvallende kwaliteiten.
Al gauw kwam Heylens, op zijn 16 jaar, terecht bij de invallers van Anderlecht. Heylens kon niet geloven dat hij nu al deel uitmaakte van de invallers van Anderlecht. In 1960 maakte Heylens zijn debuut in het A-elftal van Anderlecht als vervanger van de rechtsback Laurent Verbiest.
Verbiest, de verdediger uit Oostende, was geblesseerd en werd dus vervangen door Heylens. De jonge verdediger was een waardige vervanger van de Oostendenaar en bleef zelfs na Verbiests wederoptreden rechtsachter bij Anderlecht. Verbiest werd dan maar een centrale verdediger.
De enorme vooruitgang van Heylens werd ook opgemerkt door toenmalig selectieheer Constant Vanden Stock en dus maakte Heylens in 1961 zijn debuut bij de Rode Duivels. In totaal zou hij 67 keer voor de nationale ploeg spelen en 341 keer voor Anderlecht in de Belgische competitie.
In 1965 werd de verdediger van Anderlecht zelfs geselecteerd voor het Europees Elftal. Heylens werd daarin een ploegmaat van o.a. Eusébio en Paul Van Himst. Maar in 1973, Heylens speelde op dat moment voor Anderlecht de bekerfinale tegen Standard Luik, bleef de verdediger met zijn voet in het gras steken na een tackle. De ligamenten van Heylens waren meteen gescheurd en de verdediger kon als voetballer nooit meer terugkeren naar het hoogste niveau.
Heylens besloot dan maar om trainer te worden bij Royale Union Saint-Gilloise en later ook bij KV Kortrijk, Eendracht Aalst, RFC Seraing, Lille OSC, Beerschot VAV, Charleroi Sporting Club , opnieuw Seraing, het Turkse Genclerbirligi en KV Mechelen. In 1984, Heylens was toen coach van Seraing, werd hij uitgeroepen tot Trainer van het Jaar.
In 2006 werd Heylens verdacht van witwaspraktijken en bendevorming. Een bank zou de onderzoeksrechter verteld hebben dat er iets niet correct was met een cheque van 7,3 miljoen dollar. Heylens, kreeg die cheque van een Griekse zakenman. In 2008 keerde hij verrassend terug in het voetbal. Begin december tekent hij een contract bij tweedeklasser UR Namen, dat in degredatienood verkeert.

## Palmares

### Club
RSC Anderlecht
- Eerste Klasse: 1961–62, 1963–64, 1964–65, 1965–66, 1966–67, 1967–68, 1971–72
- Beker van België: 1964–65 , 1971-72, 1972-73
- Ligabeker: 1973
- Beker der Jaarbeurssteden finalist: 1969–70

### Internationaal

#### België
- Europees Kampioenschap: Derde plaats: 1972

### Individueel
- Trainer van het Jaar: 1983-84

## Galerij

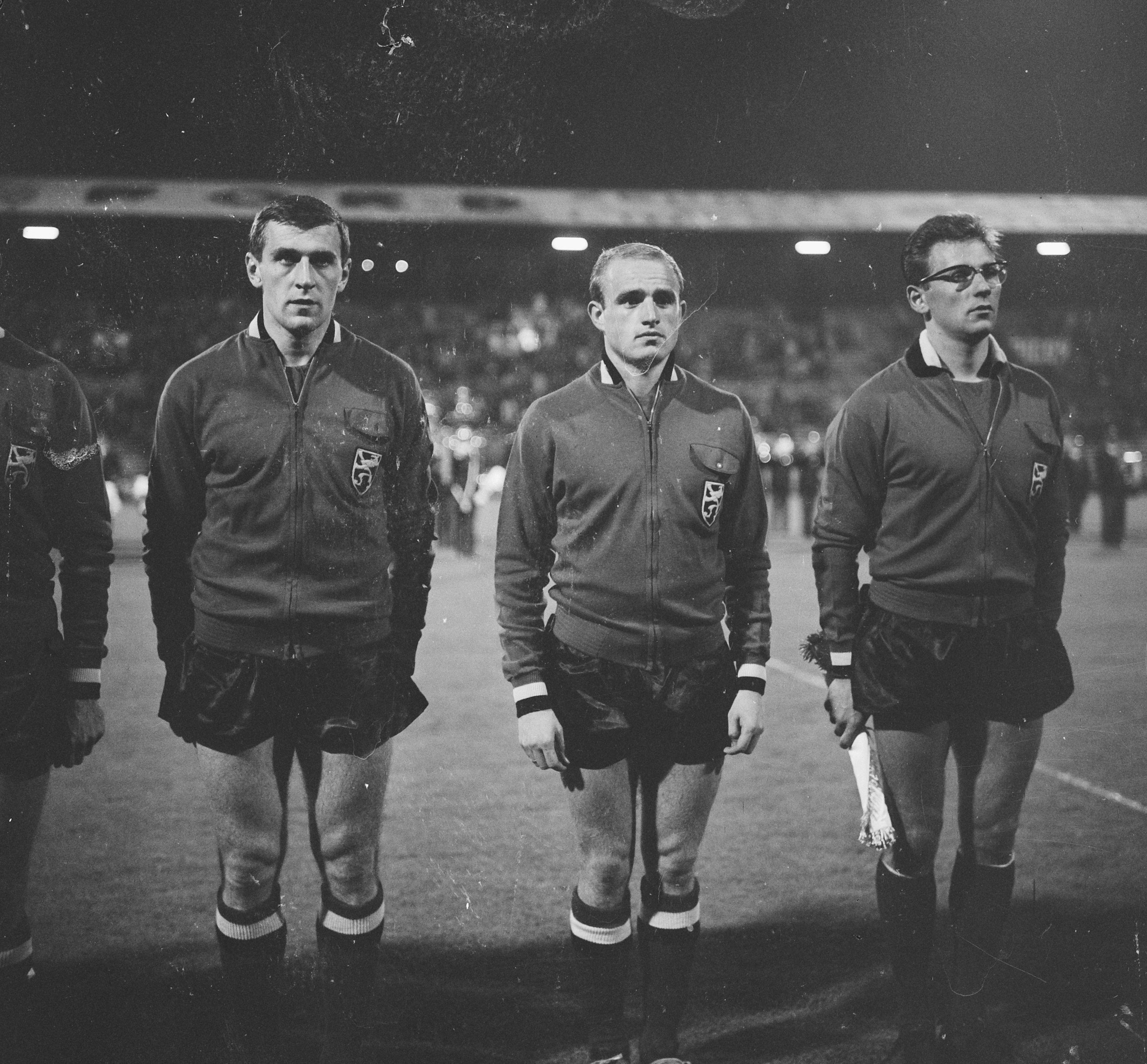
Georges Heylens (m.) als Rode Duivel